# Wenzel Ottokar Noltsch

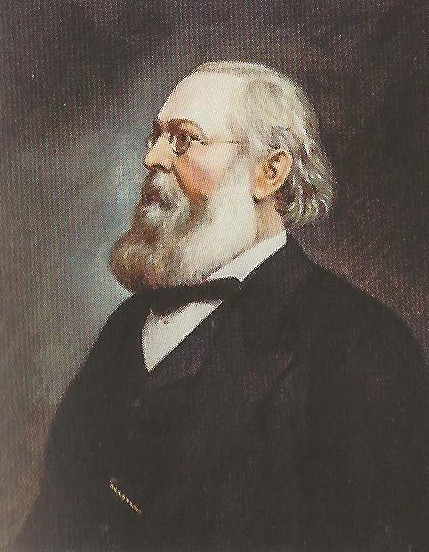
Ferdinand von Hochstetter, posthum im Jahr 1896 von Wenzel Ottokar Noltsch angefertigtes Gemälde

Wenzel Ottokar Noltsch (* 28. Februar 1835 in Wien; † 30. Oktober 1908 in Innsbruck-Wilten) war ein österreichischer Porträt-, Historien- und Kirchenmaler sowie Schriftsteller.

## Leben
Geboren als Sohn eines Polizeibeamten studierte Noltsch ab 1852 an der Akademie der bildenden Künste Wien bei Joseph von Führich und danach an der Koninklijke Academie voor Schone Kunsten Antwerpen bei Joseph van Lerius.
Nach dem Studium kehrte er nach Wien heim und zeigte seine Werke u. a. im Wiener St. Annhof. Er wurde 1869 Mitglied des Wiener Künstlerhauses. Neben seiner künstlerischen und pädagogischen Tätigkeit veranstaltete er Künstlerfeste (Gschnasfeste des Künstlerhauses) und trat auch selbst auf.
Noltsch wurde 1872 Dozent und war von 1891 bis 1904 Professor für Figuren- und Landschaftszeichnen an der Technischen Hochschule in Wien. Für die Rektorengalerie der Hochschule fertigte er die ersten 20 Porträts an. Diese wurden teilweise nach Fotografien gemalt, da ein Teil der Rektoren bereits verstorben war.
In seinen letzten Lebensjahren wandte er sich zur Literatur. Im Kreise der Iduna-Vereinigung lernte er Richard von Kralik kennen, der ihn in die Österreichische Leo-Gesellschaft einführte. 1897 erschienen seine Gedichte „Hallstätter Träumereien“, in seinen autobiografischen „Bildern aus Wien“
(1. Teil 1901) beschrieb er das Leben des Wiener Künstler- und Studentenmilieus.
Nach seiner Pensionierung 1904 übersiedelte er zu seinem Schwiegersohn nach Innsbruck.